# Gyraldose

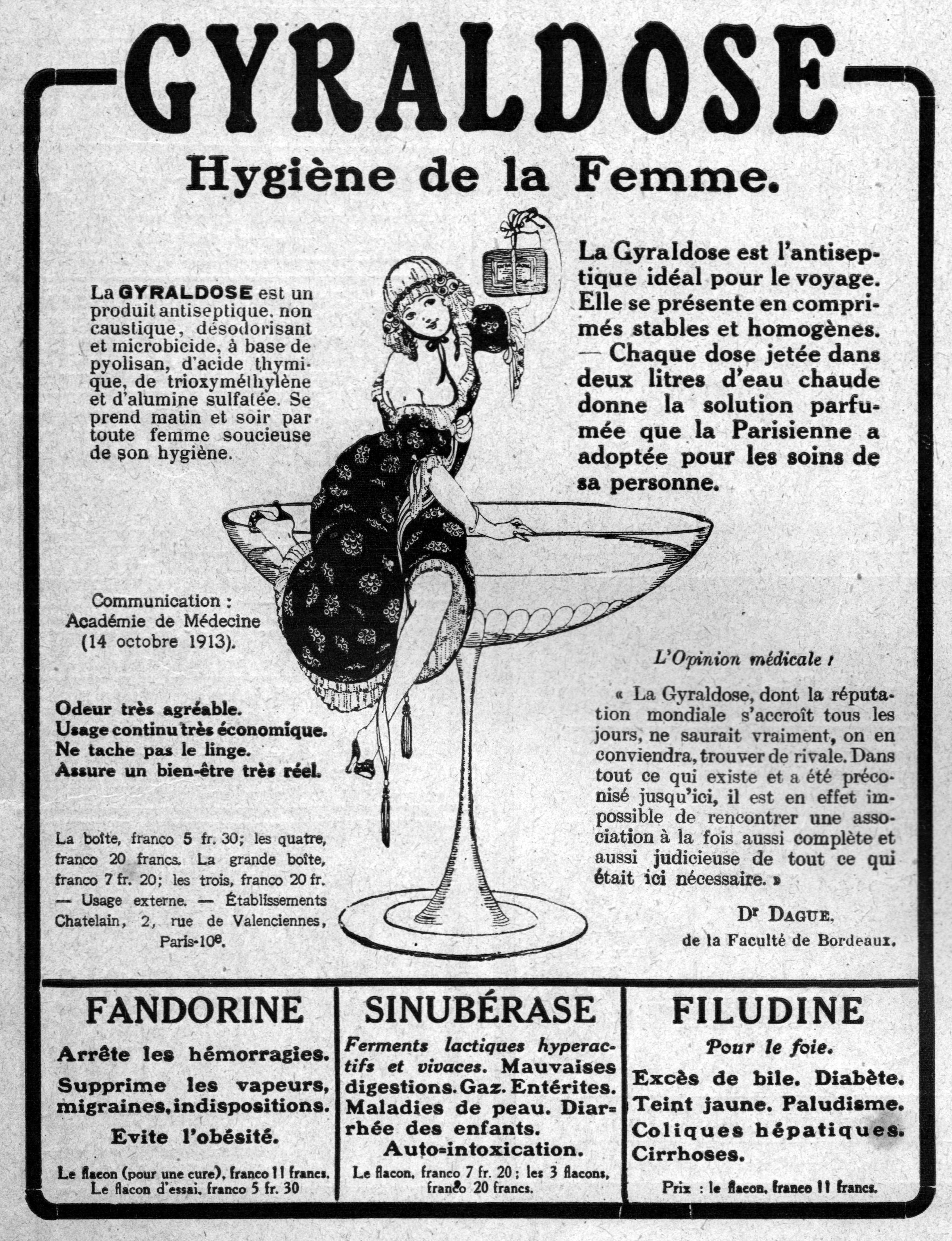
Publicidad de Gyraldose (1918)

Gyraldose es un antiguo antiséptico utilizado para la higiene íntima de las mujeres en Francia. Sus anuncios en publicaciones periódicas pueden consultarse en la Biblioteca Nacional de Francia o en la web Gallica.fr.

## Historia
Gyraldose fue un producto de los laboratorios Châtelain creado en fecha desconocida, que desapareció a finales de la década de 1950. Poco se sabe de su composición exacta y de su historia, ya que los archivos del laboratorio Châtelain desaparecieron con la compra de la empresa por una compañía suiza.  Según la investigación de Lucie Coignerai-Devillers en la Revue d'histoire de la pharmacie n° 276, citada en Courbevoie, berceau de la pharmacie française,  los méritos de este antiséptico fueron ensalzados en numerosos anuncios. 
En un anuncio publicitario de 1918 se exponían algunos de sus componentes : piolisan, ácido tímico (timol), trioximetileno (trioxano) y alúmina sulfatada (probablemente sulfato de aluminio). 

## Literatura
La primera referencia del fármaco es de 1933 y se debe a Marcel Aymé en su novela La Jument verte. En poesía, Gyraldose es citado por Boris Vian entre 1947 y 1949 en la colección Cantilènes en gelée. Se trata de un poema de ocho versos titulado Chanson galante, en el que cita este producto esencial de la feminidad en un tono erótico.

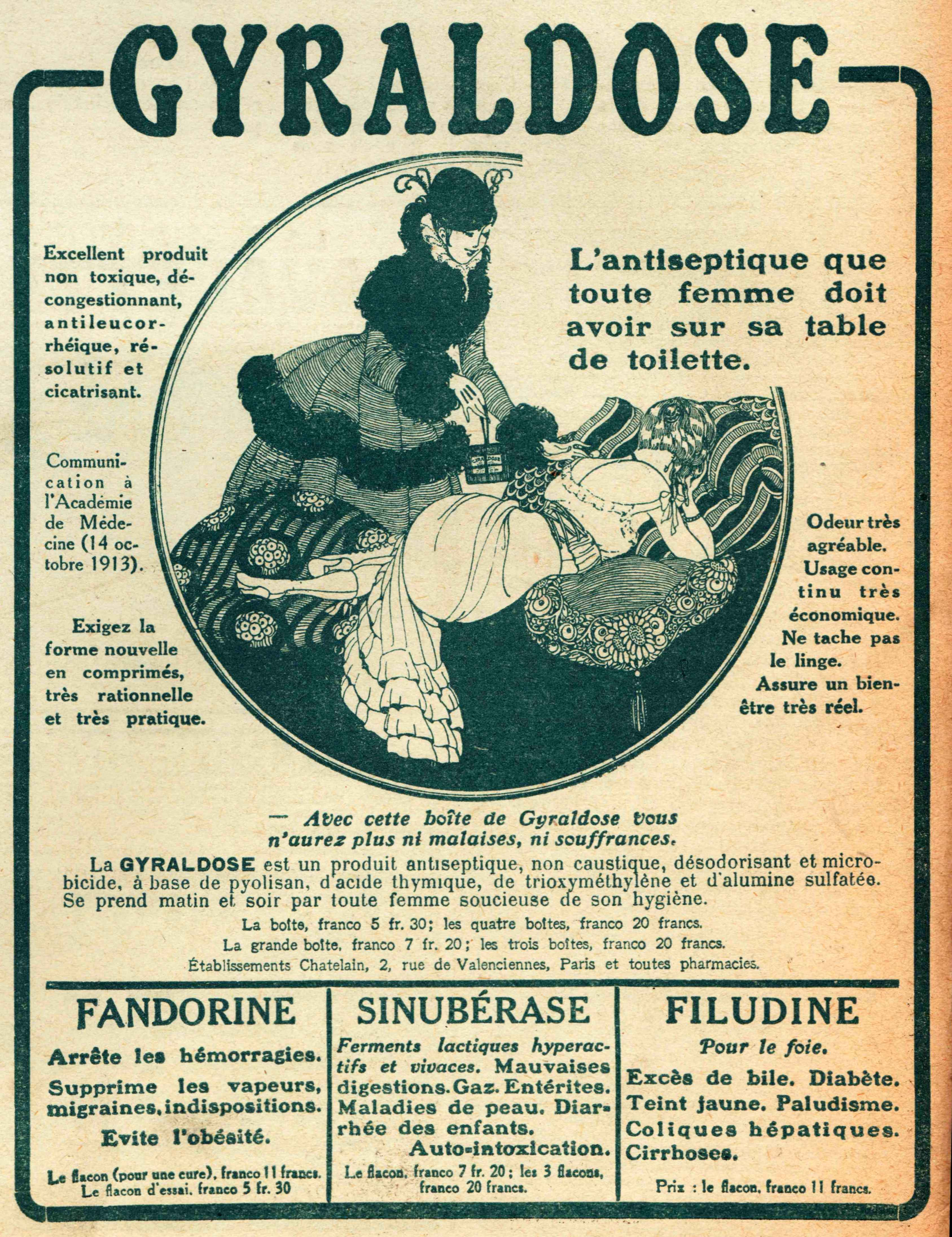
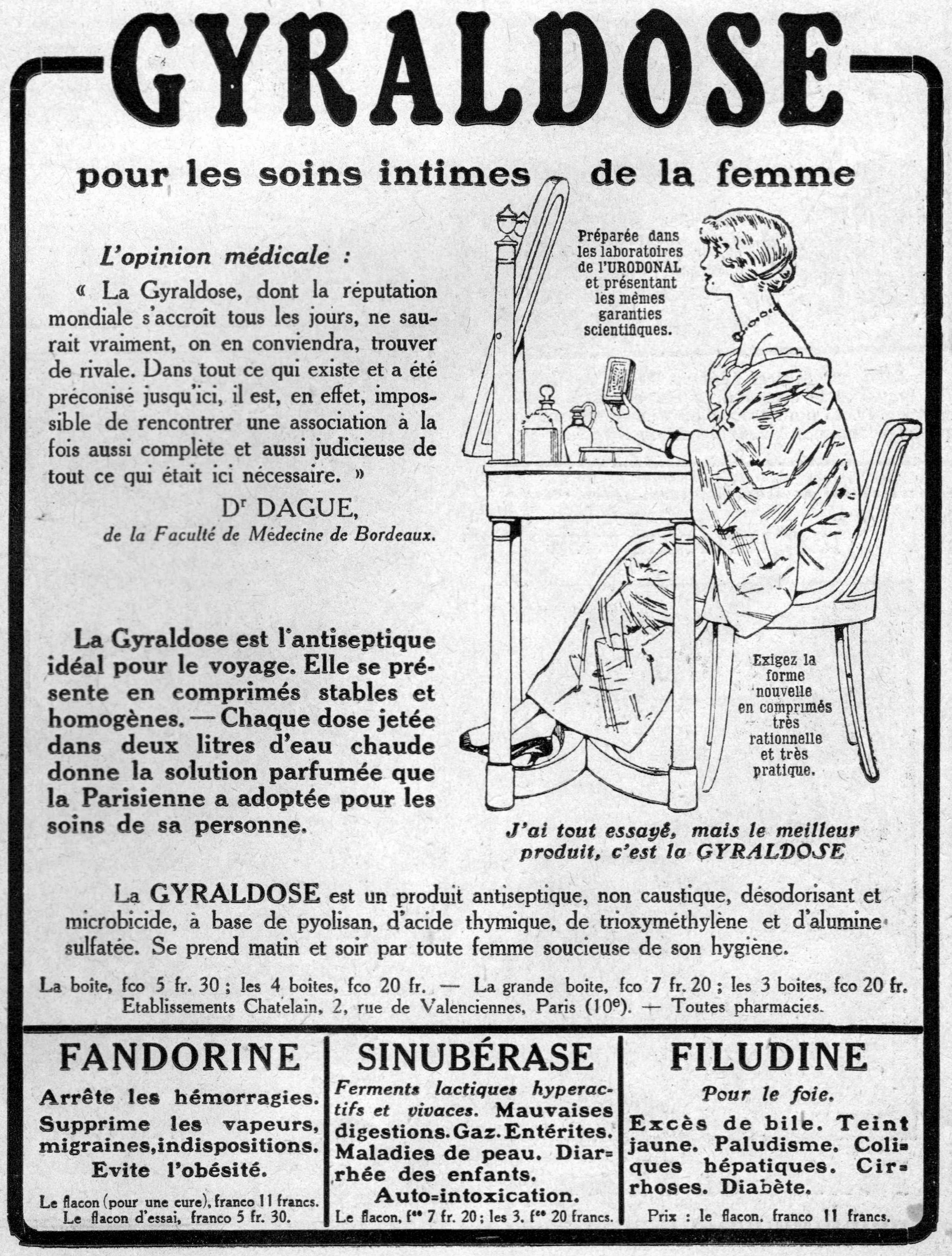
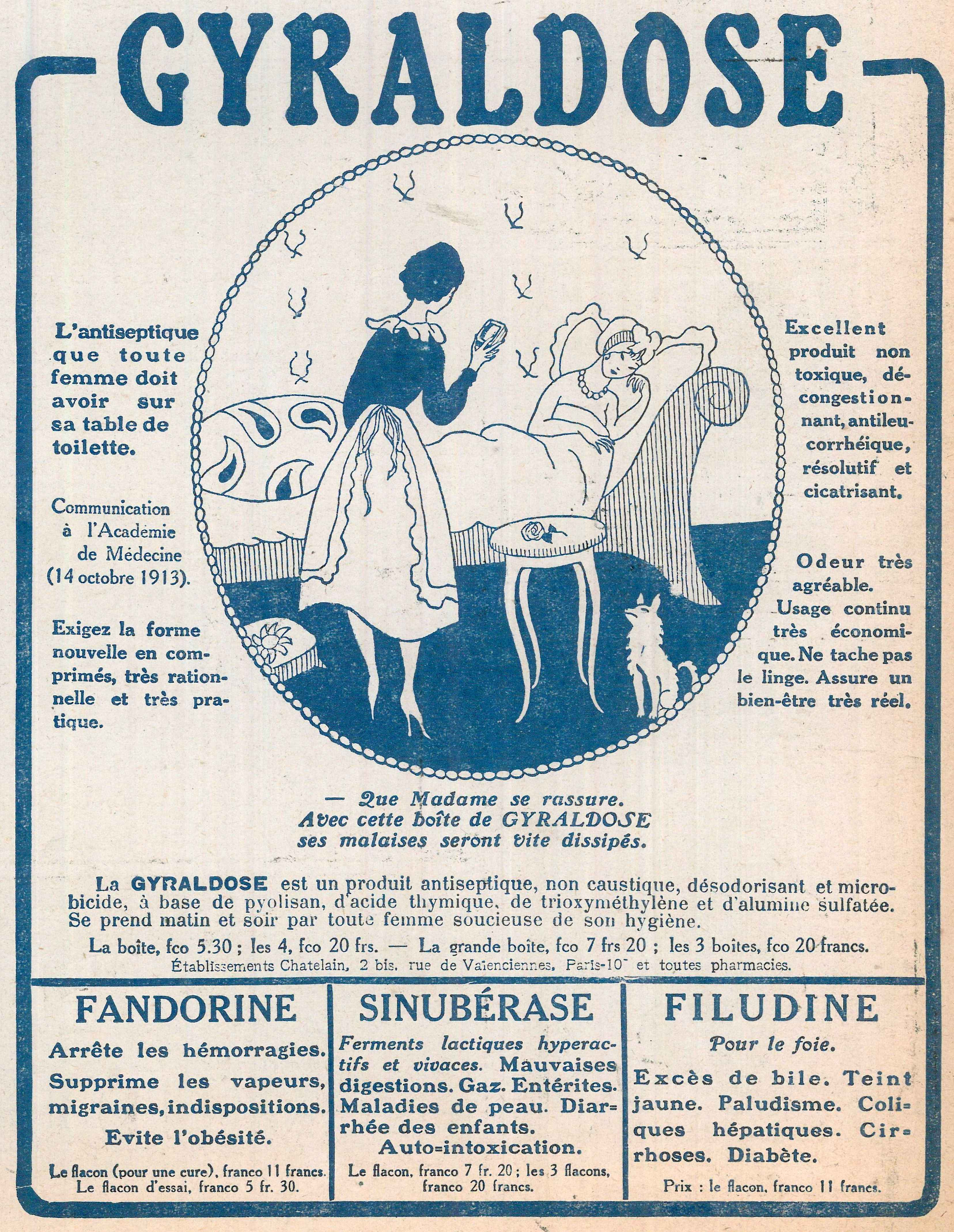
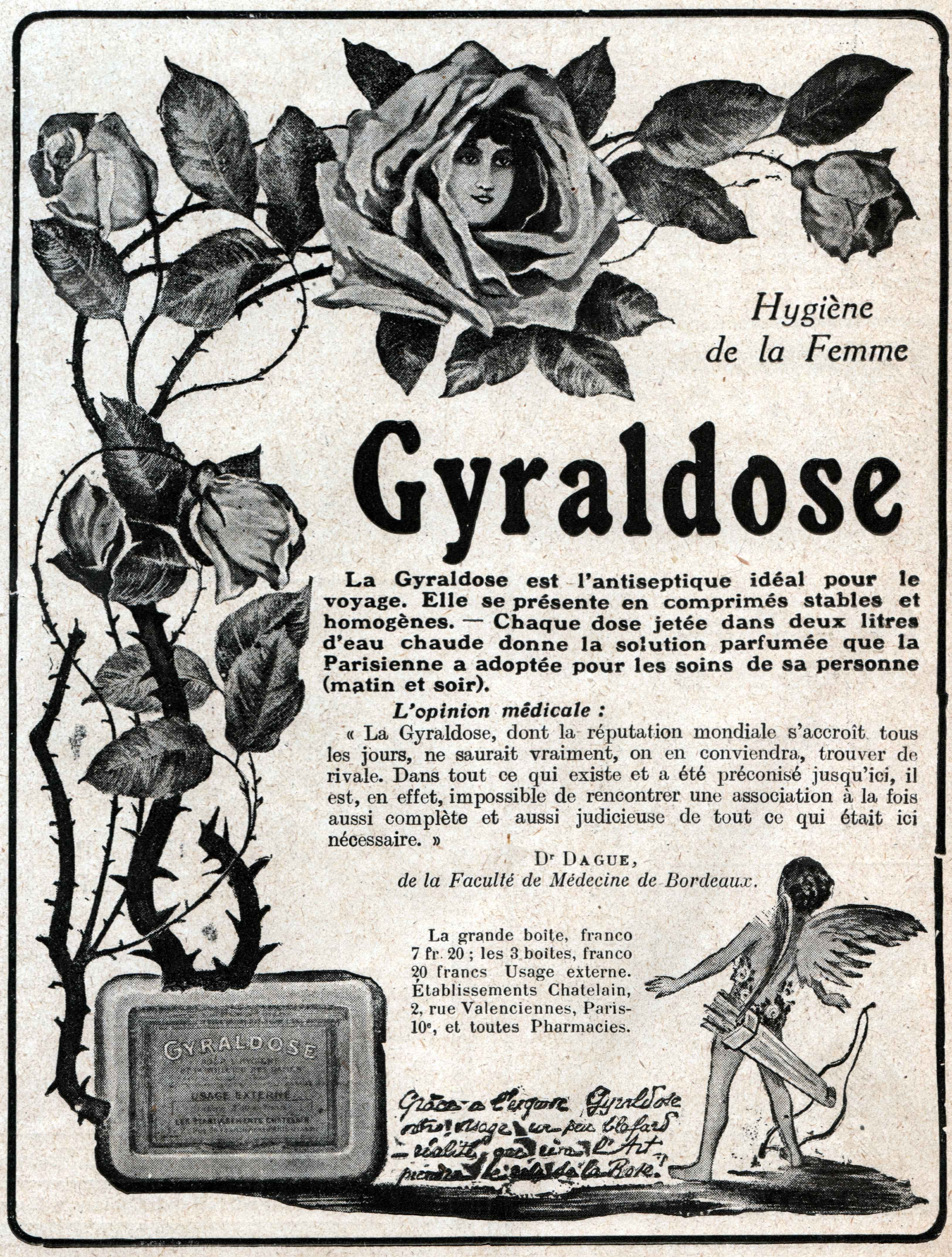